# Instituto de Virología de Wuhan
El Instituto de Virología de Wuhan es un instituto de investigación de virología administrado por la Academia China de las Ciencias. Está situado en el distrito de Jiangxia de Wuhan. En 2015 se abrió el primer laboratorio de bioseguridad de nivel 4 en China continental en este instituto.

## Historia
El Instituto fue fundado en 1956 como el Laboratorio de Microbiología de Wuhan bajo la Academia de Ciencias de China (CAS, por sus siglas en inglés). En 1961, se convirtió en el Instituto de Microbiología del Sur de China, y en 1962 pasó a llamarse Instituto de Microbiología de Wuhan. En 1970, se convirtió en el Instituto de Microbiología de la provincia de Hubei cuando la Comisión de Ciencia y Tecnología de Hubei se hizo cargo de la administración. En junio de 1978, fue devuelto al CAS y pasó a llamarse Instituto de Virología de Wuhan.
Los problemas en las relaciones entre Francia y China aparecieron en 2014. Las compañías chinas primero quisieron asegurar la mayor parte de la construcción del P4. Sin embargo, como explica un especialista, "la arquitectura de un P4 es muy compleja, la disposición de sus espacios confinados requiere técnicas y conocimientos específicos". En 2015, decepcionado porque la cooperación franco-china no se materializó, Alain Mérieux dejó la presidencia de la comisión bilateral. Los 50 investigadores franceses que tuvieron que trabajar en P4 en Wuhan durante 5 años nunca se fueron.
En 2015, el Laboratorio Nacional de Bioseguridad se completó a un costo de 300 millones de yuanes ($ 44 millones) en el Instituto en colaboración con ingenieros franceses de Lyon, y fue el primer laboratorio de nivel de bioseguridad 4 (BSL–4) que se construyó en China continental. El laboratorio tardó más de una década en completarse desde su concepción en 2003, y científicos como el biólogo molecular estadounidense Richard H. Ebright expresaron su preocupación por escapes previos del virus del SARS en los laboratorios chinos en Pekín, y el ritmo y escala de los planes de expansión de China en los laboratorios BSL–4. El Laboratorio tiene fuertes lazos con el Laboratorio Nacional de Galveston en la Universidad de Texas. En 2020, Ebright llamó al Instituto una "institución de investigación de clase mundial que realiza investigaciones de primera clase en virología e inmunología".

### Brote de enfermedad por coronavirus de 2019-2020
En febrero de 2020, The New York Times informó que un equipo dirigido por Shi Zhengli en el Instituto fue el primero en identificar, analizar y nombrar la secuencia genética del nuevo coronavirus (2019-nCoV, actualmente llamado SARS-CoV-2), y subirla a bases de datos públicas para científicos de todo el mundo para comprender y publicar artículos en Nature.
En febrero de 2020, el Instituto solicitó una patente en China para el uso de remdesivir, un medicamento experimental propiedad de Gilead Sciences, que según el Instituto inhibió el virus in vitro; en una medida que también planteó inquietudes con respecto a los derechos internacionales de propiedad intelectual. En un comunicado, el Instituto dijo que no ejercería sus derechos de patente chinos "si las empresas extranjeras relevantes tienen la intención de contribuir a la prevención y el control de la epidemia de China". 
Se rumoreaba que el Instituto era fuente del brote de coronavirus 2019-20 como consecuencia de alegaciones de investigación en armas biológicas, pero esto fue desenmascarado como teoría de la conspiración por The Washington Post en un artículo titulado: "Los expertos refutan la teoría de la vinculación del coronavirus de China con la investigación de armas". El Post citó a expertos estadounidenses que explicaron por qué el Instituto no era adecuado para la investigación de armas biológicas, que la mayoría de los países habían abandonado las armas biológicas como infructuosas y que no había evidencia de que el virus hubiera sido modificado genéticamente.
Ralph Baric, profesor de la Universidad de Carolina del Norte, testificó en 2024 ante la Cámara de Representantes de los Estados Unidos que los protocolos de investigación de virus de murciélagos del Instituto eran "irresponsables", ya que se conducían en un laboratorio sin las barreras apropiadas para prevenir la fuga de agentes biológicos.

## Centros de investigación
El Instituto contiene los siguientes centros de investigación:
- Centro de Enfermedades infecciosas emergentes
- Centro de Recursos de Virus y Bioinformática de China
- Centro de Microbiología Aplicada y Ambiental
- Departamento de Bioquímica Analítica y Biotecnología
- Departamento de Virología Molecular